# Sylvia Day
Sylvia June Day (Los Angeles, Kalifornia, 1973. március 11. –) a New York Times és az USA Today bestseller írója. A romantikus műveihez a Sylvia Day írói álnevet használja, míg futurisztikus könyvei Livia Dare név alatt jelennek meg. Regényei 28 országban sikerlistásak.

## Életrajza
Sylvia Day romantikus, paranormális, futurisztikus regények írásával foglalkozik. Jelenleg Las Vegasban, Nevadaban lakik.
Passionate Ink társalapítója, 2009-13 között a Romance Writers of America (RWA) igazgatótanácsában szolgált és ő volt a RWA 22. elnöke. Emellett továbbképzéseket tart író csoportoknak és műsorvezetőként, moderátorként is megjelenik eseményéken. Rengeteg író-olvasó találkozón vesz részt. Ő finanszírozza a Daylight ösztöndíjat is, és egy jótékonysági programot a Day It Forward-on keresztül.
2013 márciusában a Harlequin Enterprises és Hearst Corporation bejelentette, hogy egy hét számjegyű szerződést kötöttek az írónővel két regény megírására. 2013 júniusában Penguin USA további két Cossfire könyvre kötöttek szerződést, Penguin UK-val pedig további hét számjegyű összegben egyeztek meg a brit és nemzetközi jogokról.
2014 januárjában Macmillan's St. Martin's Press két újabb könyvre kötött szerződést az írónővel, ami nem más volt, mint a Blacklist sorozat.

## Crossfire
Sylvia Day Crossfire sorozat 13 millió angol nyelvű példányban kelt el, a nemzetközi jogokat pedig 40 országban engedélyezték. Bared to You (Hozzád kötve) 2012-ben 4. helyezett volt az Amazon Top 10 legnépszerűbb könyvei között és 5. helyen állt a iTunes "Top Ten Books of the Year" listáján.
A Crossfire sorozat televíziós jogait a Lionsgate Television Group vásárolta meg.

## Magyarul megjelent művei

### Cossfire
- Hozzád kötve. Crossfire sorozat; ford. Kis Ibolya; Ulpius-ház, Budapest, 2012
- Melléd láncolva. Crossfire sorozat; ford. Kis Ibolya; Ulpius-ház, Budapest, 2012
- Egymásba fonódva. Crossfire sorozat; ford. Hoppán Eszter; Ulpius-ház, Budapest, 2013
- Rabul ejtve; ford. Goitein Veronika; Athenaeum, Budapest, 2017
- Eggyé válva; ford. Goitein Veronika; Athenaeum, Budapest, 2017

#### Átverve & Átölelve
- Átverve. Afterburn / Átölelve. Aftershock; ford. Bálint Orsolya; Harlequin, Budapest, 2014 (A New York Times sikerszerzője. Romantika)

### Fekete liliom
- Túl közel. Fekete liliom-sorozat 1.; ford. Horváth M. Zsanett; Álomgyár, Budapest, 2023
- Mégis távol. Fekete liliom-sorozat 2.; ford. Horváth M. Zsanett; Álomgyár, Budapest, 2024

#### Önálló regényei
- Megigézve; ford. Hoppán Eszter; Ulpius-ház, Budapest, 2014
- Idegen a férjem; ford. Goitein Veronika; Álomgyár, Budapest, 2017[7]
- Hét év vágyakozás; ford. Goitein Veronika; Álomgyár, Budapest, 2017
- Büszkeség és gyönyör; ford. Goitein Veronika; Álomgyár, Budapest, 2018
- Botrányos viszonyok; ford. Goitein Veronika; Álomgyár, Budapest, 2018
- Mr. Frost, a megtört szerető; ford. Szaszkó Gabriella; Álomgyár, Budapest, 2019

## Díjak
- 2007 RITA-díjas jelölt (Her Mad Grace)
- 2007 Romantic Times Magazine Reviewers 'Choice Award jelölt (Passion for the Game)
- 2008 RITA-díjas jelölt (Mischief and the Marques)
- 2008 Romantic Times Magazine Reviewers 'Choice díjas (Do not Tempt Me)
- 2009 Romantic Times Magazine Reviewers 'Choice Award jelölt (In the Flesh)
- 2010 Olvasói Korona Díj-győztes (In the Flesh és Eve of Darkness)
- 2012 Goodreads Choice Award legjobb romantikus regény (Bared to You – Hozzád kötve)
- 2012 Goodreads Choice Award legjobb romantikus regény
- 2012 Amazon az év legjobb romantikus szerzője díj (Bared to You – Hozzád kötve)
- 2013 Goodreads Choice Award legjobb romantikus regény (Entwined with You – Egymásba fonódva)
- 2014 Az Amazon az év legjobb romantikus szerzője díj (The Stranger I Married)
- 2015 Goodreads Choice Award legjobb romantikus regény (Captivated by You – Rabul ejtve)